# Choplifter
Choplifter, spesso scritto Choplifter!, è un videogioco del genere sparatutto a scorrimento orizzontale, incentrato su un elicottero militare, sviluppato nel 1982 da Dan Gorlin e pubblicato da Brøderbund per Apple II. Venne poi convertito per numerosi altri home computer e console. Si tratta inoltre di uno dei pochi titoli che, inizialmente concepiti per computer, sono stati in seguito convertiti per coin-op, in questo caso da SEGA nel 1985, quando solitamente il percorso era inverso.
Choplifter venne sviluppato da Gorlin in circa 6 mesi di lavoro; egli si ispirò a Defender relativamente alla modalità di gioco, ma a motivarlo fu soprattutto la propria passione per gli elicotteri.

## Modalità di gioco
Nel gioco si vestono i panni di un pilota di elicottero, che deve salvare gli ostaggi tenuti prigionieri dal "malvagio impero dei Bungeling", oltre che a sparare per difendersi dai diversi mezzi che popolano i livelli: jet armati di missili, carri armati in grado di uccidere anche gli ostaggi, e mine volanti che inseguono l'elicottero.
La visuale è di profilo, con scorrimento orizzontale libero nei due sensi; rispetto alla base di partenza, l'area di gioco si trova a sinistra. Indipendentemente dalla direzione di volo, l'elicottero può orientarsi verso destra o sinistra per sparare lateralmente a varie inclinazioni, oppure rivolgersi verso il giocatore per sparare verticalmente verso terra.
Gli ostaggi sono rinchiusi a gruppi di 16 in caserme, la prima è già aperta ma le successive devono essere sfondate dal giocatore per fare uscire i prigionieri, che iniziano quindi a vagare per il territorio.
L'elicottero può contenere tre ostaggi alla volta; una volta caricati, essi devono essere portati alla base all'inizio del livello. Dopodiché l'elicottero dovrà tornare nel campo di battaglia e cercare di salvarne il più possibile altri. La distruzione dei nemici non produce punti, che vengono invece assegnati ogni volta che si salva un ostaggio. Il giocatore dovrà inoltre star attento a non schiacciare gli ostaggi con l'elicottero. Nella parte superiore dello schermo sono indicati gli ostaggi uccisi (in rosso), quelli a bordo dell'elicottero (in blu) e quelli messi definitivamente in salvo (in verde).
La versione arcade ha aggiunto varietà nei nemici e negli ambienti, tra i quali anche livelli acquatici con gli ostaggi sui ponti delle navi e in sommergibili, carburante limitato, e un sistema di punteggio tradizionale. Le versioni per Sega Master System e Nintendo Entertainment System (1986) si basano su quella arcade.

## Serie
Choplifter ha avuto due seguiti: Choplifter II (1991), disponibile per Game Boy, e Choplifter III (1994), per Game Boy, Game Gear e Super Nintendo.
Nel 2012 uscì Choplifter HD, un remake tridimensionale per Windows, Xbox 360 e PlayStation 3.
I Bungeling sono un nemico ricorrente nelle produzioni Brøderbund: ricompaiono infatti anche in Raid on Bungeling Bay e in Lode Runner. Il manuale di Choplifter per Apple II li descrive come un moderno impero militarista, assurdamente situato poco a est della Patagonia e a sud del Kurdistan.

## Accoglienza
Un sondaggio della rivista statunitense Softalk lo metteva al primo posto tra i più celebri software per Apple II del 1982.
Secondo l'autore, l'ottimo successo ottenuto sarebbe stato casualmente favorito dalla contemporanea crisi degli ostaggi in Iran.